# ناحیه کوکولا
ناحیه کوکولا از سال ۲۰۰۹ زیرمجموعه‌ای از اوستروبوتنیای مرکزی و یکی از ناحیه‌ها در فنلاند است.